# Campionato europeo femminile FIRA 2004
Il campionato europeo di rugby femminile 2004 (in francese Championnat d'Europe féminin FIRA 2004, in francese Championnat d’Europe Féminines FIRA 2004) fu la 9ª edizione del torneo europeo di rugby a 15 femminile organizzato da FIRA - AER.
Entrambe le divisioni del torneo si tennero in Francia dal 1º all'8 maggio 2003.
La Pool A vide ai nastri di partenza 8 squadre che si contesero il titolo maggiore, mentre la Pool B ne allineava quattro per la conquista di un posto in prima divisione.
A vincere il titolo di prima divisione fu la Francia, alla sua quarta affermazione, che batté in finale l'Inghilterra, mentre invece furono i Paesi Bassi ad aggiudicarsi la seconda divisione battendo la Germania nell'ultima giornata di torneo.
Lo spareggio per il settimo posto, l'ultimo utile per evitare la retrocessione nella Pool B, fu vinto da un'Italia in rinnovamento che batté 13-0 la Svezia relegandola all'ultima posizione.

## Formula
La prima divisione (Pool A) si svolse con la formula dell'eliminazione diretta: le otto squadre partecipanti a tale torneo furono accoppiate in incontri di sola andata validi per i quarti di finale; le squadre vincenti disputarono le semifinali per il titolo e quelle perdenti i play-off per i posti dal quinto all'ottavo; l'ultimo posto avrebbe comportato la retrocessione nella Pool B della stagione successiva.
Per quanto riguarda invece la Pool B del torneo, essa si svolse a girone unico nelle stesse giornate in cui si tennero le gare della Pool A; la squadra vincitrice avrebbe guadagnato la promozione alla prima divisione per l'edizione successiva.
Le gare di entrambe le divisioni si svolsero in vari comuni intorno a Tolosa, città in cui si tenne altresì la finale per il primo posto della Pool A.

## Squadre partecipanti

### Pool A
- Francia
- Galles
- Inghilterra
- Irlanda
- Italia
- Scozia
- Spagna
- Svezia

### Pool B
- Danimarca
- Germania
- Norvegia
- Paesi Bassi

## Pool A

### Quarti di finale
|  | Quarti di finale | Quarti di finale |             |        | Semifinali                | Semifinali                |  |  | Finale | Finale |
|  |                  |                  |             |        |                           |                           |  |  |        |        |
|  |                  |                  |             |        |                           |                           |  |  |        |        |
|  |                  |                  |             |        |                           |                           |  |  |        |        |
|  | Francia          | 24               |             |        |                           |                           |  |  |        |        |
|  | Francia          | 24               |             |        |                           |                           |  |  |        |        |
|  | Spagna           | 5                |             |        |                           |                           |  |  |        |        |
|  | Spagna           | 5                | Francia     | 25     |                           |                           |  |  |        |        |
|  |                  |                  | Francia     | 25     |                           |                           |  |  |        |        |
|  |                  | Scozia           | 6           |        |                           |                           |  |  |        |        |
|  | Svezia           | Scozia           | 6           | 0      |                           |                           |  |  |        |        |
|  | Svezia           |                  |             | 0      |                           |                           |  |  |        |        |
|  | Scozia           | 32               |             |        |                           |                           |  |  |        |        |
|  | Scozia           | 32               | Francia     | 8      |                           |                           |  |  |        |        |
|  |                  |                  | Francia     | 8      |                           |                           |  |  |        |        |
|  |                  | Inghilterra      | 6           |        |                           |                           |  |  |        |        |
|  | Inghilterra      | Inghilterra      | 6           | 73     |                           |                           |  |  |        |        |
|  | Inghilterra      |                  |             | 73     |                           |                           |  |  |        |        |
|  | Italia           | 7                |             |        |                           |                           |  |  |        |        |
|  | Italia           | 7                | Inghilterra | 39     | Finale per il terzo posto | Finale per il terzo posto |  |  |        |        |
|  |                  |                  | Inghilterra | 39     | Finale per il terzo posto | Finale per il terzo posto |  |  |        |        |
|  |                  | Galles           | 3           |        |                           |                           |  |  |        |        |
|  | Galles           | Galles           | 3           | 24     | Scozia                    | 11                        |  |  |        |        |
|  | Galles           |                  |             | 24     | Scozia                    | 11                        |  |  |        |        |
|  | Irlanda          | 7                |             | Galles | 10                        |                           |  |  |        |        |
|  | Irlanda          | 7                |             |        | 10                        |                           |  |  |        |        |
|  |                  |                  |             |        |                           |                           |  |  |        |        |
|  |                  |                  |             |        |                           |                           |  |  |        |        |

| Castres 1º maggio 2004, ore 17:30 UTC+2 | Francia | 24 – 5 | Spagna |  |

| Castelsarrasin 2 maggio 2004, ore 16:30 UTC+2 | Irlanda | 7 – 24 | Galles |  |

| Beaumont-de-Lomagne 2 maggio 2004, ore 16:30 UTC+2 | Inghilterra | 73 – 7 | Italia |  |

| Saint-Jean-du-Falga 2 maggio 2004, ore 16:30 UTC+2 | Scozia | 32 – 0 | Svezia |  |

### Play-offper il 5º posto
|  | Semifinali | Semifinali | Semifinali |         |        | Finale 5º posto | Finale 5º posto | Finale 5º posto |  |
|  |            |            |            |         |        |                 |                 |                 |  |
|  | Spagna     | Spagna     | 31         |         |        |                 |                 |                 |  |
|  | Spagna     | Spagna     | 31         |         |        |                 |                 |                 |  |
|  | Svezia     | Svezia     | 5          |         |        |                 |                 |                 |  |
|  | Svezia     | Svezia     | 5          |         | Spagna | Spagna          | 12              |                 |  |
|  |            |            |            |         | Spagna | Spagna          | 12              |                 |  |
|  |            |            | Irlanda    | Irlanda | 20     |                 |                 |                 |  |
|  | Italia     | Italia     | Irlanda    | Irlanda | 20     | 5               |                 |                 |  |
|  | Italia     | Italia     |            |         |        | 5               |                 |                 |  |
|  | Irlanda    | Irlanda    | 14         |         |        | Finale 7º posto | Finale 7º posto | Finale 7º posto |  |
|  | Irlanda    | Irlanda    | 14         |         |        |                 |                 |                 |  |
|  |            |            |            |         |        |                 |                 |                 |  |
|  |            |            |            |         |        | Svezia          | Svezia          | 0               |  |
|  |            |            |            |         |        | Svezia          | Svezia          | 0               |  |
|  |            |            |            |         |        | Italia          | Italia          | 13              |  |

#### Semifinali
| Balma 5 maggio 2004, ore 18 UTC+2                       | Irlanda | 14 – 5 referto | Italia |  |
| Boyd 25’ Belton 60’ mt 70’ L. Stefan Belton 25’, 60’ tr |         |                |        |  |
|                                                         |         |                |        |  |
| Boyd 25’ Belton 60’                                     | mt      | 70’ L. Stefan  |        |  |
| Belton 25’, 60’                                         | tr      |                |        |  |

| Quint-Fonsegrives 5 maggio 2004, ore 18 UTC+2 | Spagna | 31 – 5 | Svezia |  |

#### Finale per il 7º posto
| L'Union 8 maggio 2004, ore 14:30 UTC+2                                            | Italia | 13 – 0 referto | Svezia |  |
| Veronica Schiavon 39’ mt Veronica Schiavon 39’ tr Veronica Schiavon 79’, 80’ c.p. |        |                |        |  |
|                                                                                   |        |                |        |  |
| Veronica Schiavon 39’                                                             | mt     |                |        |  |
| Veronica Schiavon 39’                                                             | tr     |                |        |  |
| Veronica Schiavon 79’, 80’                                                        | c.p.   |                |        |  |

#### Finale per il 5º posto
| Aucamville 8 maggio 2004, ore 14:30 UTC+2 | Irlanda | 20 – 12 | Spagna | Lalande Aucamville |

### Play-offper il titolo

#### Semifinali
| Saint-Orens 5 maggio 2004, ore 18 UTC+2 | Francia | 25 – 6 | Scozia |  |

| Villefranche-de-Lauragais 5 maggio 2004, ore 18 UTC+2 | Inghilterra | 39 – 3 | Galles |  |

#### Finale per il 3º posto
| Tournefeuille 8 maggio 2004, ore 14:30 UTC+2 | Scozia | 11 – 10 | Galles | Stadio TOEC |

#### Finale
| Tolosa 8 maggio 2004, ore 17:30 UTC+2 | Francia | 8 – 6 | Inghilterra | Stadio Paul Arnauné |

## Pool B
| Data          | Incontro                | Risultato | Sede               |
| ------------- | ----------------------- | --------- | ------------------ |
| 2 maggio 2004 | Norvegia ― Germania     | 0-25      | Grenade            |
| 2 maggio 2004 | Danimarca ― Paesi Bassi | 3-141     | Grenade            |
| 5 maggio 2004 | Paesi Bassi ― Norvegia  | 78-0      | Saint-Orens        |
| 5 maggio 2004 | Danimarca ― Germania    | 0-47      | Villefranche-de-L. |
| 8 maggio 2004 | Germania ― Paesi Bassi  | 0-30      | Aucamville         |
| 8 maggio 2004 | Norvegia ― Danimarca    | 8-5       | Tournefeuille      |

|  | Squadra     | G | V | N | P | PF  | PS  | P±   | PT |
|  | ----------- | - | - | - | - | --- | --- | ---- | -- |
|  | Paesi Bassi | 3 | 3 | 0 | 0 | 249 | 3   | +246 | 6  |
|  | Germania    | 3 | 2 | 0 | 1 | 114 | 30  | +84  | 4  |
|  | Norvegia    | 3 | 1 | 0 | 2 | 8   | 150 | -142 | 2  |
|  | Danimarca   | 3 | 0 | 0 | 3 | 8   | 196 | -188 | 0  |